# Lên đồng
Lên đồng (chữ Nôm 蓮僮, auch hầu bóng genannt) ist ein mit taoistischen Elementen durchsetztes Ritual der vietnamesischen Volksreligion, wobei ein Medium von einer Reihe verschiedener Geister, Gottheiten und einer hierarchischen Abfolge von göttlichen „Geist-Helfern“ besetzt wird. Dabei wird zur Musik (chầu văn genannt) getanzt, Botschaften gesprochen, gesegnete Gaben (lộc) sowie Geld verteilt, und Rat sowie Heilung angeboten.

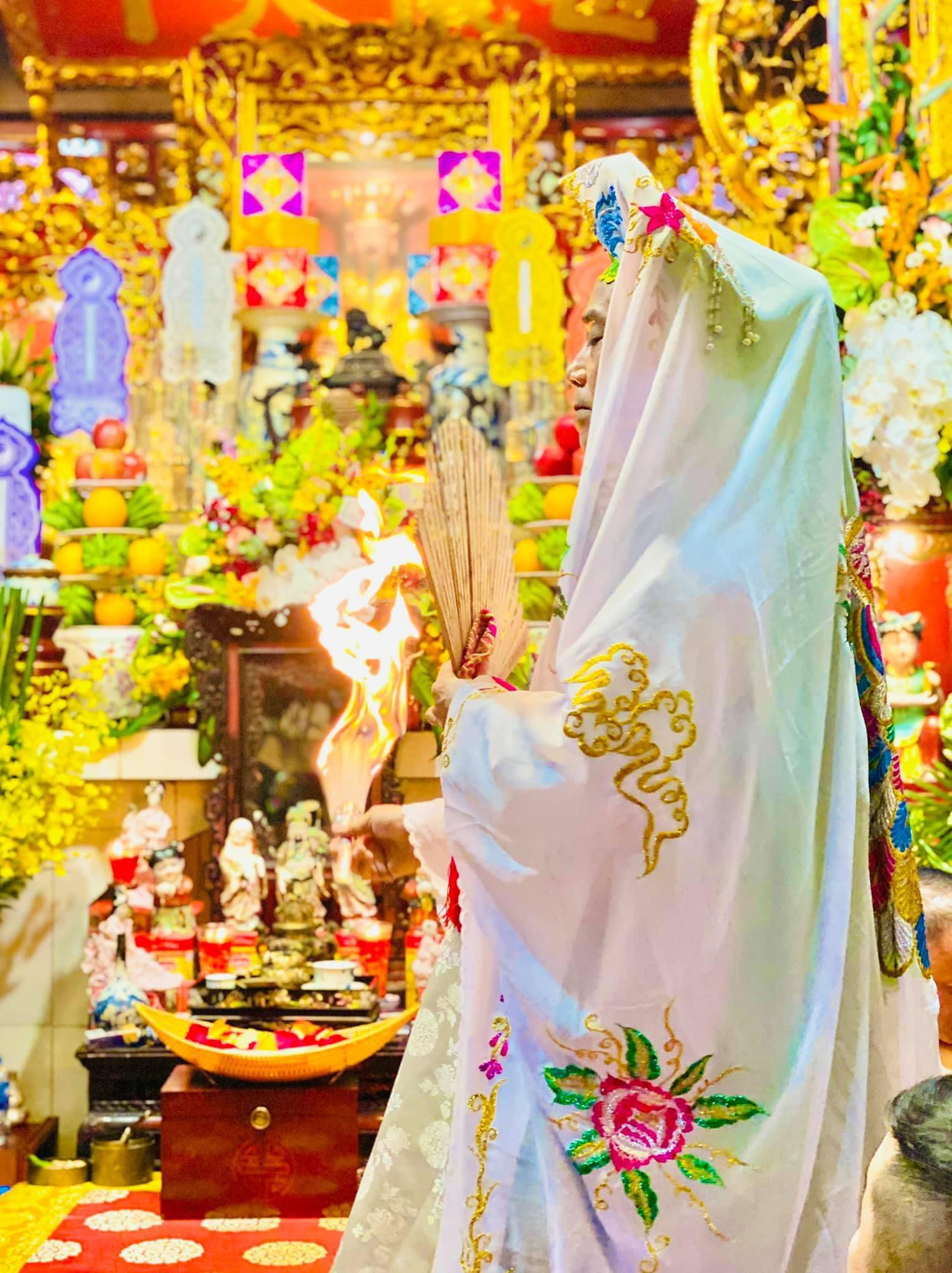
Ein lên đồng-Ritual

Das Pantheon der Götter und Geister bildet das „Gerüst“ jenes religiösen Weltbildes, das als Religion der Vier Paläste (Đạo Tứ Phu) oder als Religion der Muttergottheit (Đạo Mẫu) bezeichnet wird. In einer Art nostalgischer Reminiszenz an die große imperiale Vergangenheit treffen in hierarchischer Reihenfolge Geister-, Kultur- und Ahnen-Heroen zusammen. Im Laufe eines bis zu acht Stunden dauernden lên đồng-Rituals verkörpert ein Medium mehrere Dutzend Geister. Wenn ein Geist das Medium „besteigt“, werfen die Assistenten (hầu dâng) ein rotes Tuch über den Kopf des Mediums und kleiden es anschließend mit speziellen, den Geistern zugeordneten Roben ein. Das Medium verliert mehr oder weniger die Kontrolle über dessen Körper und erlaubt somit dem Geist die Besetzung bzw. den „Auftritt“. Während des Rituals spielen chầu văn-Musiker die Mondlaute, verschiedene Perkussionsinstrumente, die Zither und die Bambusflöte in einprägsamen Rhythmen, Melodien und Gesängen.